# Моста (футбольний клуб)
ФК «Моста» (мальт. Mosta Football Club) — мальтійський футбольний клуб з однойменного міста, заснований у 1935 році. Виступає у Прем'єр-лізі. Домашні матчі приймає на стадіоні «Чарлз Абела», потужністю 700 глядачів.